# Балтим
Балти́м (Бальтим, Балтым, араб. بلطيم‎) - город-курорт в Египте, в самой северной части дельты Нила, на побережье Средиземного моря. Расположен в губернаторстве Кафр-эш-Шейх, является центром одного из его районов. Население 40 199 жителей (2006). Разделён на две части: южные жилые кварталы, расположенные на восточном берегу озера Буруллус и курортный посёлок на севере. C лета 2008 года Курорт-Балтим получил статус отдельного города. В Балтиме расположена 1-я промышленная зона губернаторства Кафр-эш-Шейх — всего 49 предприятий, ещё 20 строится (электричество, телекоммуникации и др.).

## Район Балтим
Площадь района составляет 205,49 км². Население 160 996 человек.